# Pêra (Silves)
Pêra ist ein Ort und eine ehemalige Gemeinde (Freguesia) im portugiesischen Kreis Silves. Die Gemeinde hatte 2433 Einwohner (Stand 30. Juni 2011).
Am 29. September 2013 wurden die Gemeinden Pêra und Alcantarilha zur neuen Gemeinde União das Freguesias de Alcantarilha e Pêra zusammengeschlossen.